# كريستيان فروتخل
كريستيان فروتخل (من مواليد 28 يناير 2000) لاعب كرة قدم ألماني يلعب كحارس مرمى لبايرن ميونيخ . 

## مسيرته مع النادي

### مع الشباب
بدأ كريستيان فروتخل مسيرته الشبابية في نادي مسقط رأس SV Bischofsmais ، قبل الانتقال إلى SpVgg Grün-Weiss Deggendorf . في عام 2014 ، انتقل إلى أكاديمية الشباب في بايرن ميونيخ . 
في عام 2017 ، فاز كريستيان فروتخل في 2016-2017 B-Junioren Bundesliga مع فريق بايرن تحت 17 سنة ، حيث ظهر 14 مرة خلال الموسم. ظهر فروتخل أيضًا 7 مرات لفريق بايرن تحت 19 عامًا خلال موسم 2016-2017 ، حيث أنهى في المركز الثاني في الدوري الإسباني . 

### مع بايرن ميونيخ
بدأ فروتخل مسيرته المهنية العليا مع فريق بايرن ميونيخ الرديف في موسم 2017-18 ، حيث ظهر لأول مرة في Regionalliga Bayern في 15 أغسطس 2017 في التعادل 2-2 ضد VfR Garching .  قام بأول ظهور احترافي لفريق الاحتياطي في 3. الدوري الإسباني في 20 يوليو 2019 ، بدءًا من مباراة الذهاب ضد فورزبرجر كيكرز . 

## مسيرته دولية

### مع منتخب الشباب
لعب فروتخل من خلال بعض فرق ألمانيا الوطنية للشباب بأعمار مختلفة، بما في ذلك خمس مباريات دولية لفريق تحت 17 سنة من 2016 إلى 2017.  

## إحصائياته

### النادي
آخر تحديث 22 December 2019. 
| النادي              | الموسم           | الدوري              | الدوري  | الدوري  | كوب     | كوب     | كونتيننتال | كونتيننتال | آخر     | آخر     | مجموع   | مجموع   |
| النادي              | الموسم           | قطاع                | تطبيقات | الأهداف | تطبيقات | الأهداف | تطبيقات    | الأهداف    | تطبيقات | الأهداف | تطبيقات | الأهداف |
| ------------------- | ---------------- | ------------------- | ------- | ------- | ------- | ------- | ---------- | ---------- | ------- | ------- | ------- | ------- |
| بايرن ميونيخ الثاني | 2017-18          | Regionalliga Bayern | 20      | 0       | -       | -       | -          | -          | -       | -       | 20      | 0       |
| بايرن ميونيخ الثاني | 2018–19          | Regionalliga Bayern | 17      | 0       | -       | -       | -          | -          | -       | -       | 17      | 0       |
| بايرن ميونيخ الثاني | 2019-2020        | 3. الدوري الاسباني  | 19      | 0       | -       | -       | -          | -          | -       | -       | 19      | 0       |
| بايرن ميونيخ الثاني | مجموع            | مجموع               | 56      | 0       | -       | -       | -          | -          | -       | -       | 56      | 0       |
| بايرن ميونيخ        | 2017-18          | الدوري الألماني     | 0       | 0       | 0       | 0       | 0          | 0          | 0       | 0       | 0       | 0       |
| بايرن ميونيخ        | 2018–19          | الدوري الألماني     | 0       | 0       | 0       | 0       | 0          | 0          | 0       | 0       | 0       | 0       |
| بايرن ميونيخ        | 2019-2020        | الدوري الألماني     | 0       | 0       | 0       | 0       | 0          | 0          | 0       | 0       | 0       | 0       |
| بايرن ميونيخ        | مجموع            | مجموع               | 0       | 0       | 0       | 0       | 0          | 0          | 0       | 0       | 0       | 0       |
| المجاميع المهنية    | المجاميع المهنية | المجاميع المهنية    | 56      | 0       | 0       | 0       | 0          | 0          | 0       | 0       | 56      | 0       |

## بطولاته

### النادي
بايرن ميونيخ 
- كأس السوبر الألمانية : 2017

## روابط خارجية
- كريستيان فروتخل على موقع الاتحاد الأوربي (الإنجليزية)
- كريستيان فروتخل على موقع إي إس بي إن إف سي (الإنجليزية)
- كريستيان فروتخل على موقع قاعدة بيانات كرة القدم.إي يو (الإنجليزية)
- كريستيان فروتخل على موقع Soccerbase.com (لاعب) (الإنجليزية)
- كريستيان فروتخل على موقع Soccerway.com (الإنجليزية)
- كريستيان فروتخل على موقع عالم كرة القدم.نت (الإنجليزية)
- كريستيان فروتخل على موقع AS.com (الإسبانية)
- كريستيان فروتخل في موقع كرة القدم العالمية.نت
- كريستيان فروتخل  على سكروي
- كريستيان فروتخل على Soccerbase
- كريستيان فروتخل – سجل منافسات اليويفا
- كريستيان فروتخل على ESPN سوكرنت
- كريستيان فروشتل في kicker.de